# Guatemalteekse muisoorvleermuis
De Guatemalteekse muisoorvleermuis (Myotis cobanensis)  is een zoogdier uit de familie van de gladneuzen (Vespertilionidae). De wetenschappelijke naam van de soort werd voor het eerst geldig gepubliceerd door Goodwin in 1955.